# أرمورد كور 2
أرمورد كور 2، هي لعبة فيديو يابانية من نوع التحكم بالمدرعات، أنتجت عام 2000 من قبل فروم سوفتوير، وتعمل لنظام التشغيل بلاي ستيشن 2 الحصري.

## روابط خارجية
- الموقع الرسمي
 باللغة اليابانية
- Armored Core 2 at FromSoftware
- Armored Core 2 at MobyGames